# Jessi Combs
Jessica Michelle Combs (27 de julho de 1980  – 27 de agosto de 2019) foi uma piloto de corrida profissional, personalidade televisiva e fabricante de metais. Ela bateu o recorde de velocidade em terra feminino em 2013 e quebrou este recorde outra vez em 2016. Ela era conhecida como a "mulher mais veloz em quatro rodas".
Ela co-apresentou o show Xtreme 4x4 da Spike TV por mais de 90 episódios entre 2005 e 2009. Outros shows onde ela apareceu incluem Overhaulin', MythBusters, The List: 1001 Car Things To Do Before You Die, All Girls Garage, e How to Build... Everything do Discovery Science, em 2016.
Combs morreu num acidente com um carro de corrida de alta velocidade movido a jato no sudeste de Óregon, enquanto tentava quebrar um recorde de velocidade em terra.

## Biografia
Combs nasceu em Rockerville, Dacota do Sul, dia 27 de julho de 1980, filha de Jamie Combs e Nina Darrington. A família se mudou para Piedmont, Dacota do Sul, quando ela tinha dois anos de idade. Ela tinha três irmãs, Kelly Combs, Austin Darrington, Danielle Theis e duas meio irmãs, Rebeka Hall e Arielle Hall. Ela se formou na Stevens High School em 1998. Um jornal local em Rapid City relatou que a bisavó de Combs era Nina DeBow, uma pianista de jazz que correu com Stanley Steamers.
Em 2004, Combs se formou da WyoTech em Collision & Refinishing Core Program, como também nos programas Street Rod Fabrication and Custom Fabrication e High Performance Powertrain, todos como sendo a melhor de sua turma (ela foi brevemente vista como uma estudante da WyoTech durante o sexto episódio da primeira temporada de Overhaulin).  Seguindo sua formatura, seu primeiro trabalho profissional veio quando o departamento de marketing da WyoTech contratou ela e outro estudante para construírem um carro do zero em seis meses para apresentar no show Specialty Equipment Marketing Association’s (SEMA).
Combs morreu ao tentar quebrar um recorde de velocidade em terra como parte do North American Eagle Project no dia 27 de agosto de 2019, no Deserto de Alvord, Óregon.

## Televisão
Combs apresentou o show Xtreme 4x4, como parte do Powerblock, por quatro anos. Seguindo um acidente no set, Combs anunciou em fevereiro de 2008 que deixaria o show.
Em 2009, Combs apareceu em doze episódios da sétima temporada de MythBusters enquanto Kari Byron estava de licença maternidade.
Em outubro de 2011, Combs começou a gravar o Show AOL Autoblog, The List: 1001 Car Things To Do Before You Die, uma série automotiva premiada. Novos episódios do The List continuam a serem exibidos com o co-apresentador Patrick McIntyre.
De outubro de 2011 até outubro de 2014, Combs serviu como uma das apresentadoras de All Girls Garage no Velocity. A base do show era que as mulheres arrumassem e atualizassem automóveis novos e clássicos. Em maio de 2012, Combs se tornou uma co-apresentadora ao lado de Chris Jacobs para a sexta temporada de Overhaulin's nos canais Velocity e Discovery. Em 2018, Combs apareceu no show de curta duração BREAK ROOM, do Discovery Channel.

## Automobilismo
Como uma piloto profissional, Combs correu em vários tipos de eventos e conseguiu muitos sucessos.
- 2017 – Ultra 4 King of the Hammers – 12º – 4400 Class
- 2016 – Ultra 4 King of the Hammers – 1º – EMC Modified Class [17]
- 2015 – Rallye Aicha des Gazelles (9 off-road rally race) – 1st – Primeira Participação – 10th no geral
- 2015 – SCORE Baja 1000 – 2º – Class 7
- 2014 – Ultra 4 King of the Hammers – 1º – Spec Class
- 2014 – Ultra 4 National Championship – 1º – Spec Class
- 2014 – Ultra 4 Western Region Series – 1º – Spec Class
- 2014 – Ultra 4 American Rock Sports Challenge – 3º – Spec Class
- 2014 – Ultra 4 Glen Helen Grand Prix – 2º – Spec Class
- 2014 – Ultra 4 Stampede – 1º – Legends Class
- 2013 – Bateu o recorde de velocidade em terra feminino - 640 km/h com uma velocidade máxima de 708 km/h
- 2011 – SCORE Baja 1000 – 2º – Class 10 [18]

Em 9 de outubro de 2013, Combs pilotou o North American Eagle (NaE) Supersonic Speed Challenger no Deserto de Alvord, batendo o recorde de velocidade em terra feminino com quatro rodas numa velocidade oficial de 632 km/h e uma máxima de 709 km/h. Com isso, ela quebrou o recorde feminino de 48 anos, que tinha uma média de 496.492 km/h, batido por Lee Breedlove, no Spirit of America, em 1965. Em 7 de setembro de 2016, Combs conseguiu uma nova velocidade máxima de 768,61 km/h pilotando o Other American Eagle.
Combs também foi campeã em 2014 do Ultra 4 Spec Class National com Falken Tire. Em 2016, ela conseguiu o primeiro lugar no King of the Hammers com a equipe Savvy Off Road no EMC Modified Class e um 12º lugar em 2017 no Unlimited Class driving com o mesmo carro Stock Mod.

## Morte
Combs morreu no dia 27 de agosto de 2019 após colidir seu carro movido a jato ao quebrar o recorde de velocidade em terra como parte do North American Eagle Project num lago seco do deserto de Alvord, Óregon. O acidente foi causado por uma falha na roda dianteira, provavelmente causada ao atingir um objeto no deserto, o que fez com que a roda se desfizesse e colpasasse numa velocidade de 841,338 km/h. A causa oficial da morte foi determinada como sendo uma "contusão na cabeça" ocorrida antes do incêndio que engoliu o veículo."
Suas duas passagens em alta velocidade em direções opostas no deserto de Alvord no dia 27 de agosto tinham uma média de 841,338 km/h, que quebrou o recorde feminino existente de 825,13 km/h de Kitty O'Neil em 1976 no mesmo lugar e foi eventualmente reconhecido pelo Guinness em junho de 2020.